# José Carbone
José Ángel Carbone (Buenos Aires, 15 settembre 1930 – Buenos Aires, 7 giugno 2014) è stato un calciatore argentino, di ruolo centrocampista.

## Carriera

### Club
Ha sempre giocato nel campionato argentino.

### Nazionale
Ha collezionato 1 sola presenza con la maglia della Nazionale.